# Pocola
Pocola – miasto w Stanach Zjednoczonych, w stanie Oklahoma, w hrabstwie Le Flore.